# Р-29-300
Р-29-300 — турбореактивный двигатель с форсажной камерой, созданный на базе турбореактивного двигателя Р-27Ф-300. Двигатель и его модификации разрабатывались для установки на истребителях семейства МиГ-23 (в том числе на серии самолетов МиГ-27) и на семейства Су-17/Су-22.
Капитальный ремонт двигателей осуществлялся на авиаремонтных заводах в Луганске и в Ейске (570 АРЗ).

## Модификации
- Р-29-300 — базовый.
- Р-29А-300 — облегчённый для истребителя-бомбардировщика МиГ-23Б/БН.
- Р-29Б-300 — специализированный для полётов на малой высоте. Разработан для истребителей-бомбардировщиков (МиГ-23Б/БН, МиГ-27). Отличался уменьшенной форсажной камерой, укороченным двухпозиционным соплом.
- Р-29БС-300 — вариант Р-29Б-300, предназначенный для установки на самолеты семейства Су-17/Су-22.
- Р-29Т-300 — опытный для бомбардировщика Т-6, он же Су-24.

## Описание
Изготавливаемый Уфимским моторостроительным производственным объединением, имеет 11-ступенчатый компрессор, 2-ступенчатую турбину, кольцевую камеру сгорания и форсажную камеру.
Имеется система автоматического поддержания постоянного значения температуры газов за турбиной на заданном режиме.
Система запуска ТРДФ — автоматическая автономная от турбостартера ТС-21, представляющего собой малогабаритный ТРД со свободной турбиной и центральным компрессором, рассчитанный на работу в течение не более 60 с. (используется топливо основного двигателя). Воздух в турбостартер поступает через управляемую створку в хвостовой части фюзеляжа (её отрывание и закрывание сблокировано с системой уборки и выпуска шасси).
В полете запуск двигателя осуществляется от авторотации. На большой высоте, где воздух разрежён, для запуска используется система кислородной подпитки двигателя (для этого на самолете установлен специальный кислородный баллон).
Все агрегаты замкнутой масляной системы ТРДФ смонтированы непосредственно на двигателе, при его установке на самолет никакие дополнительные подсоединения коммуникаций не требуются.
Имеется система охлаждения двигательного отсека, работающая как в полете, так и на земле. В наземных условиях при работающем ТРДФ двигательный отсек охлаждается воздухом, поступающим через тарельчатые клапаны диаметром 70 мм, расположенные на нижних кромках люков двигательного отсека. Клапаны открываются внутрь отсека вследствие разрежения, возникающего в фюзеляже при работе двигателя.
Двигатель отличает относительно низкий удельный расход топлива на всех режимах, малый удельный вес, низкий уровень эмиссии загрязняющих воздух веществ.